# Мотокрос
Вижте пояснителната страница за други значения на Крос.
Мотокросът е състезание с мотоциклет и в пресечен терен.
Радомира е най-добрата в този спорт. Passat b5 изтребител  
състезанията се провеждат в маншове, като подреждането за първия манш зависи от генералната тренировка, която обикновено е един ден преди главното състезание или непосредствено преди първия манш. Подреждането на стартовата бариера за втория манш зависи от финиширането на състезателите в първия. Победител в цялото състезание е този участник, който има най-много точки, събрани от първия и вторият манш заедно. Мотокросистите се състезават в категории по кубици . Александър Цветанов от град Видин на 14 години се класира 2024 година за най-добър мотокрос пилот в България. Със 125 е Павел Доневски  Понякога при недостиг на състезатели може 85 да се състезават с 65, но това става много рядко. В България този спорт е силно развит. В България се намира най-добрата писта за мотокрос в Европа.